# Bassui Zenji
Bassui Zenji, aussi appelé Bassui Tokushō (抜隊 得勝, 1327-1387), est un maitre zen de l'école Rinzai qui a vécu au Japon. L'histoire retient entre autres choses qu'il a beaucoup enseigné dans les campagnes à la différence des autres professeurs de cette époque ; et qu'il aimait la pratique plutôt que la théorie pour atteindre l'illumination à travers la méditation.